# Lifan 520
La Lifan 520 est une berline compacte lancée en 2005. C'est le tout premier modèle lancé par Lifan Automobile. Le nom "520" est un jeu de mots avec "je t'aime".